# Kujalleq
Kujalleq est une commune groenlandaise située à l'extrémité sud de l'ile. Son chef-lieu est Qaqortoq. Avec une superficie de 32 000 km2 et une population de 6 624 habitants au 1er janvier 2019, Kujalleq est la plus petite et la moins peuplée des cinq communes du Groenland.
Kujalleq signifie « sud » en groenlandais.

## Géographie

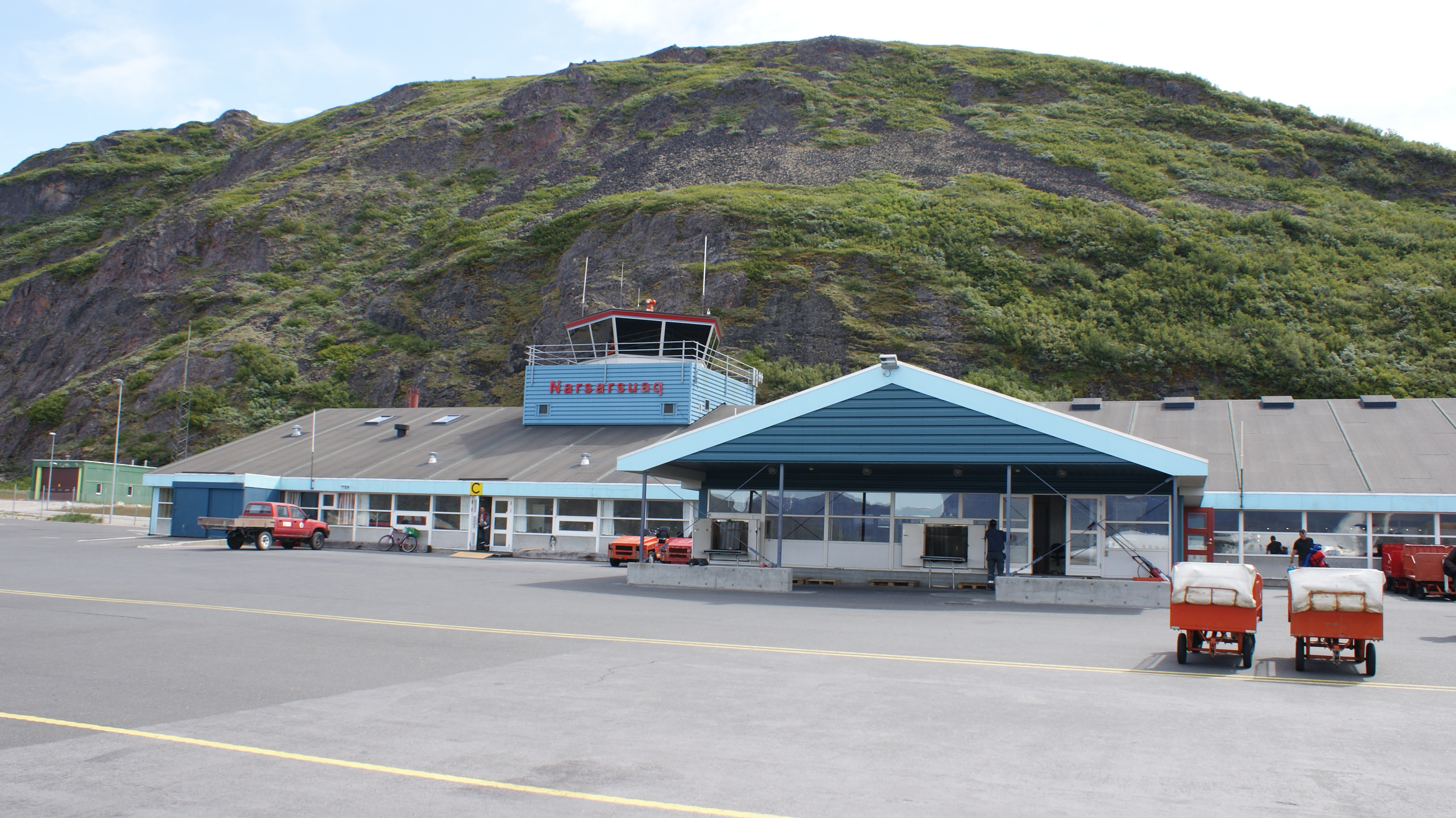
L'aéroport de Narsarsuaq est le seul aéroport desservant la commune de Kujalleq.

À cheval sur l'extrémité méridionale de l'ile, elle est bordée par une seule commune, Sermersooq, au nord. Les eaux de la côte ouest sont celles de la mer du Labrador, qui répondent à l'ouverture de l'Atlantique Nord au Cap Farvel, le cap sud. La frontière sur la côte ouest longe le fjord Alanngorsuaq. La seule foret naturelle du Groenland, qui se trouve dans la Vallée de Qinngua, est située sur son territoire.
L'ensemble du secteur municipal est très montagneux, avec de nombreux fjords profondément sculptés dans les terres. Sa superficie de 32 000 km2 en fait la plus petite commune du pays.
Le seul aéroport est l'aéroport de Narsarsuaq. Des hélicoptères et des bateaux desservent les autres localités.

## Histoire
À la suite d'une réforme territoriale entrée en vigueur le 1er janvier 2009, qui a remplacé les anciens comtés et les anciennes communes, le Groenland a été divisé en quatre communes (Kujalleq, Qaasuitsup, Qeqqata et Sermersooq), nombre porté à cinq en 2018, après la scission de Qaasuitsup en deux nouvelles communes : Avannaata et Qeqertalik.
Lors de sa création en 2009, la commune de Kujalleq couvre les territoires des anciennes communes de Nanortalik, Narsaq et Qaqortoq.

## Politique et administration
La commune est dirigée par un conseil de quinze membres, élus pour un mandat de quatre ans. Les dernières élections ont eu lieu le 6 avril 2021.
| Période | Période  | Identité               | Étiquette | Qualité |
| ------- | -------- | ---------------------- | --------- | ------- |
| 2013    | 2017     | Jørgen Wæver Johansen  | S         |         |
| 2017    | 2021     | Kiista P. Isaksen (en) | S         |         |
| 2021    | en cours | Stine Egede (en)       | IA        |         |

## Démographie
Kujalleq comptait 6 811 habitants au dernier recensement du 1er janvier 2016 — dont 3 089 à Qaqortoq — ce qui en fait la commune la moins peuplée du Groenland.
| 2009  | 2010  | 2011  | 2012  | 2013  | 2014  | 2015  | 2016  |
| ----- | ----- | ----- | ----- | ----- | ----- | ----- | ----- |
| 7 632 | 7 589 | 7 441 | 7 417 | 7 151 | 7 088 | 6 970 | 6 811 |

## Héraldique
| Blason | Blasonnement : Commentaires : Le blason de la commune représente une tête de bélier, symbolisant l'élevage ovin dans la région, qui est devenu l'une des parties les plus importantes de l'économie de Kujalleq. La partie supérieure contient le soleil du drapeau groenlandais. De même, le choix des couleurs correspond à celles du drapeau du pays. Le blason a été adopté en août 2008. |

## Localités
- Alluitsoq, ancienne localité